# City of Busselton
City of Busselton is een Local Government Area (LGA) in Australië in de staat West-Australië. City of Busselton telde 40.640 inwoners in 2021. De hoofdplaats is Busselton. 

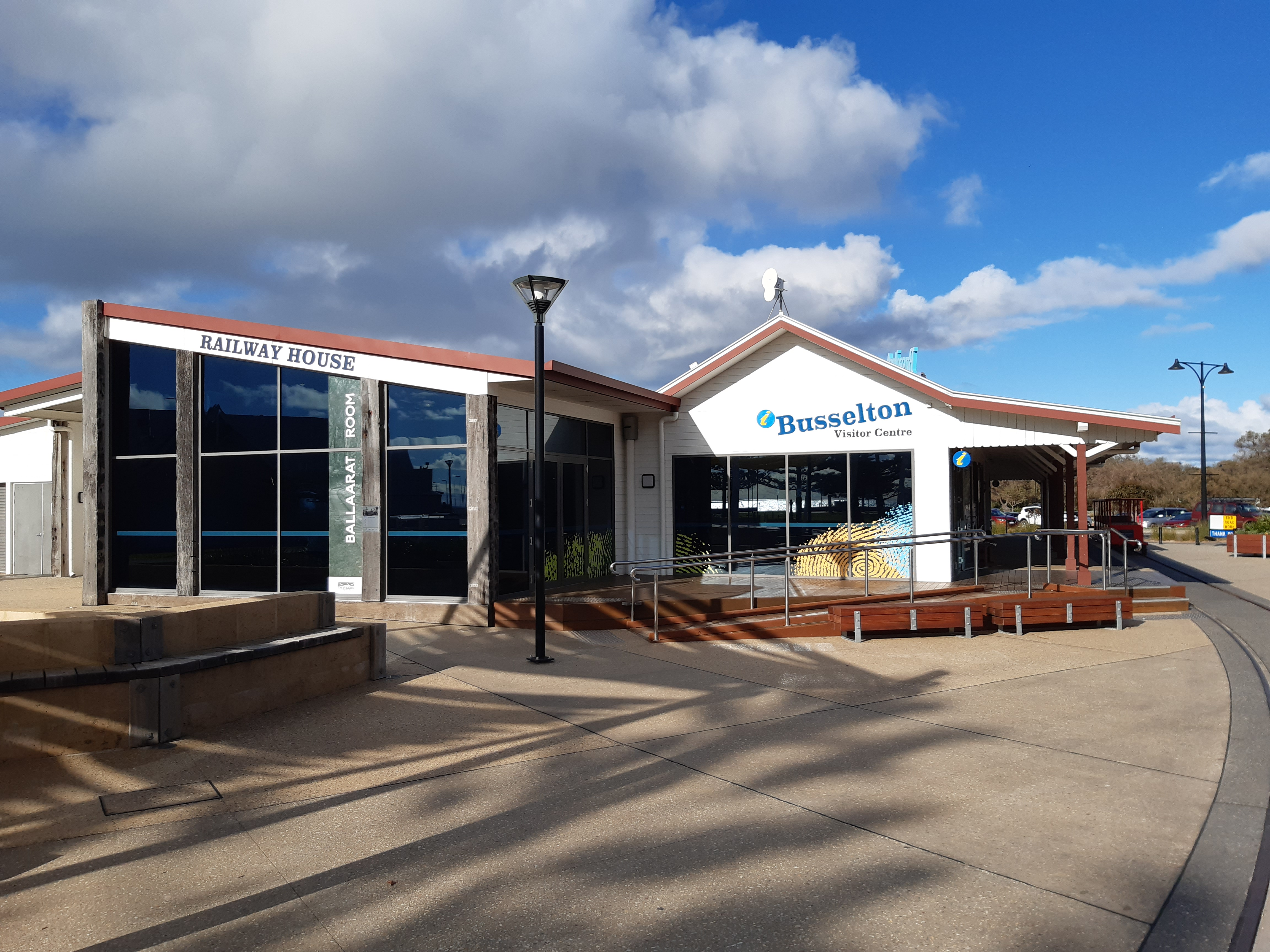
'Busselton Visitor Centre'

## Geschiedenis
De 'City of Busselton' ontstond als twee aparte entiteiten in 1871. 'Busselton Municipal District' bestuurde het dorp Busselton en 'Sussex Road District' bestuurde het landelijke gebied eromheen. In 1951 werden de twee samengevoegd tot het 'Busselton Road District'. Ten gevolge de 'Local Government Act' van 1960 veranderde het district van naam en werd op 1 juli 1961 de Shire of Busselton. Uiteindelijk verkreeg de 'Shire of Busselton' op 21 januari 2012 de status van stad en werd het de 'City of Busselton'.
| Jaar | Bevolkingsaantal | Busselton | Sussex |
| ---- | ---------------- | --------- | ------ |
| 1911 | 1.786            | 693       | 1.093  |
| 1921 | 1.846            | 610       | 1.236  |
| 1933 | 4.053            | 916       | 3.137  |
| 1947 | 4.024            | 1.008     | 3.016  |

| Jaar | Bevolkingsaantal |
| ---- | ---------------- |
| 1954 | 5.265            |
| 1961 | 6.120            |
| 1966 | 6.803            |
| 1971 | 7.426            |
| 1976 | 7.897            |
| 1981 | 9.369            |
| 1986 | 11.933           |
| 1991 | 14.592           |
| 1996 | 18,158           |
| 2001 | 23.099           |
| 2006 | 26.638           |
| 2011 | 30.330           |
| 2016 | 36.686           |
| 2021 | 40.640           |

## Beschrijving
'City of Busselton' is een lokaal bestuursgebied met Busselton als hoofdplaats. Het is ongeveer 1.455 vierkante kilometer groot en ligt 230 kilometer ten zuiden van de West-Australische hoofdstad Perth. Er ligt bijna duizend kilometer verharde weg en iets meer dan tweehonderdvijftig kilometer onverharde weg. 'City of Busselton' heeft meer dan honderd kilometer kustlijn en vier nationale parken. Het bestuursgebied telde 40.640 inwoners in 2021. Een deel van de bevolking werkt elders onder FIFO-contracten. De belangrijkste economische sectoren zijn het toerisme, de distributie, landbouw, bosbouw, visserij, wijnbouw, mijnindustrie en de bouw.

## Lokaliteiten
| Omgeving van Busselton - Abbey - Ambergate - Bovell - Broadwater - Busselton - Geographe - Kealy - Marybrook - Reinscourt - Siesta Park - Vasse - West Busselton - Wonnerup - Yalyalup | Omgeving van Dunsborough - Anniebrook - Dunsborough - Eagle Bay - Naturaliste - Quedjinup - Quindalup - Yallingup - Yallingup Siding | Landelijke lokaliteiten - Abba River - Acton Park - Boallia - Carbunup River - Chapman Hill - Hithergreen - Jarrahwood - Jindong - Kalgup - Kaloorup - Ludlow (gedeeltelijk) - Metricup - North Jindong - Ruabon - Sabina River - Tutunup - Walsall - Wilyabrup - Yelverton - Yoganup - Yoongarillup |